# STS-40
是历史上第四十一次航天飞机任务，也是哥伦比亚号航天飞机的第十一次太空飞行。

## 任务成员
- 布莱恩·欧康诺尔（Bryan D. O'Connor，曾执行以及任务），指令长
- 西德尼·古蒂雷兹（Sidney M. Gutierrez，曾执行以及任务），飞行员
- 詹姆斯·巴吉安（James P. Bagian，曾执行以及任务），任务专家
- 塔玛拉·杰尼根（Tamara E. Jernigan，曾执行、以及任务），任务专家
- 里娅·塞顿（M. Rhea Seddon，曾执行、以及任务），任务专家
- 德鲁·加弗尼（F. Drew Gaffney，曾执行任务），任务专家
- 米莉·休斯-弗尔福德（Millie Hughes-Fulford，曾执行任务），任务专家